# Емма Вотсон
Éмма Шарло́тта Дюéрр Вóтсон (англ. Emma Charlotte Duerre Watson; нар. 15 квітня 1990, Париж, Франція) — британська акторка кіно, театру та озвучення, модель і активістка з прав людини, феміністка, амбасадорка доброї волі ООН-Жінки, ініціаторка міжнародної правозахисної кампанії «HeForShe» (2014).
Здобула популярність роллю Герміони Ґрейнджер у фільмах про Гаррі Поттера, з 2001 до 2008 знявшись у 8 фільмах поттеріани, виборовши численні нагороди та понад 10 мільйонів фунтів стерлінгів. Зіграла у фільмі «Балетні туфельки», показаному Бі-Бі-Сі в грудні 2007 року (аудиторія — 5,2 млн глядачів). Озвучила персонажку анімаційного фільму «Пригода Десперо», прем'єра якого відбулася 2008 року.
Визнана «Жінкою року» 13 лютого 2017 року за версією журналу Elle за досягнення в кіно та гуманітарну роботу.

## Життєпис
Народилася 15 квітня 1990 року в Парижі в сім'ї адвокатки й адвоката Жаклін та Кріса Вотсонів. Названа Еммою на честь знайомої родини. Коли Еммі було 5 років, родина переїхала з Парижа до Англії, до графства Оксфордшир. Батьки розлучилися, й Емма стала жити з матір'ю та молодшим братом Алексом. В 6 років вона вирішила, що стане акторкою.
1998 року вступила до початкової школи Дрейгон в Оксфорді. У школі виконала головні ролі у виставах «Юність Артура», «Щасливий принц» та роль злої куховарки в «Пригоди Аліси в Дивокраї». У 7 років посіла перше місце в шкільному конкурсі читців.
Коли Еммі виповнилося 9, керівник драмгуртка з її школи запропонував їй узяти участь у кастингу на роль Герміони у фільмі «Гаррі Поттер і філософський камінь». Емма виграла кастинг, відтоді її життя нерозривно пов'язалося з Гаррі Поттером.
2008 року закінчила Гідінґтонську школу для дівчат. Планувала надалі здобувати освіту в університеті, але вагалась у виборі факультету, хоч була не проти вивчати англійську та літературу. Того ж року закінчила літні курси акторської майстерності в Королівській академії театрального мистецтва в Лондоні.
У 2009 році вступила до Браунського університету. 25 травня 2014 року закінчила навчання з бакалаврським ступенем з англійської літератури. 2014 року в інтерв’ю на Шоу Елен Дедженерес Вотсон повідомила, що їй знадобилося п’ять років, щоб здобути ступінь, а не чотири, тому що через акторську роботу вона додатково «взяла два повні семестри».

## Кар'єра

### Гаррі Поттер (1999—2011)
1999 року стартував кастинг на головні ролі у фільмі «Гаррі Поттер і філософський камінь», екранізацію однойменного бестселера британської письменниці Джоан Ролінґ. Головним для творців фільму був вибір акторів на роль Гаррі Поттера та його друзів: Герміони Ґрейнджер та Рона Візлі. Емма пішла на кастинг за порадою свого шкільного керівника драмгуртка. Продюсери фільму були вражені впевненістю дівчинки.

Після восьми прослуховувань Еммі Вотсон, Деніелу Редкліффу та Руперту Ґрінту повідомили, що їх затверджено на ролі Герміони Ґрейнджер, Гаррі Поттера та Рона Візлі відповідно. Сама Роулінґ підтримала цей вибір.

Дебют у ролі Герміони, «Гаррі Поттер і філософський камінь», 2001

В ролі Герміони Емма дебютувала відбувся 2001 року, коли на екрани вийшла перша частина поттеріани. Фільм побив усі рекорди касових зборів і того ж року був визнаний найуспішнішим у комерційному прокаті.
Критика дуже позитивно відгукнулася про роботу трійки молодих акторів. The Daily Telegraph назвав гру Емми Вотсон «чудовою», а на думку IGN вона «затьмарила всіх». Вотсон була відзначена 5-ма номінаціями за цю роль й одержала премію Young Artist Award в категорії «Найкраща молода акторка».
Уже через рік на екрани виходить фільм «Гаррі Поттер і таємна кімната». Хоча він викликав різні відгуки критики, загалом був успішним. Los Angeles Times відзначив, що акторська гра покращилася. Водночас The Times розкритикувала режисера за те, що він «зловживає» популярністю образу Емми Вотсон, яка отримала за цю роль нагороду Otto Award від німецької газети Die Welt.
2004 року відбулася прем'єра фільму «Гаррі Поттер і в'язень Азкабану». На думку багатьох критиків, у цьому фільмі Вотсон зіграла вже значно професійніше. Washington Post написала, що гра Вотсон була «набагато кращою за гумором та за духом», ніж гра Деніела Редкліффа. The New York Times писав:
|  | «На щастя, млявість Деніела Редкліффа заглушувалася роботою Емми Вотсон. Гаррі постійно демонстрував свої збільшені магічні здібності... тоді як Герміона... приголомшила всіх куди сильніше своїм немагічним ударом по носі Драко Малфоя»Оригінальний текст (англ.) «Luckily Mr. Radcliffe's blandness is offset by Ms. Watson's spiky impatience. Harry may show off his expanding wizardly skills ... but Hermione ... earns the loudest applause with a decidedly unmagical punch to Draco Malfoy's deserving nose.». |

Однак цей фільм став найневдалішим зі всієї серії з погляду комерційного прокату. Вотсон отримала за роботу в фільмі дві нагороди Otto Awards та нагороду від Total Film.

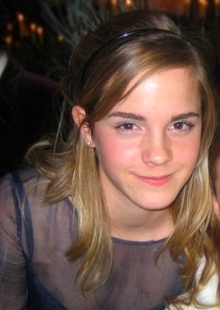
Вотсон на прем'єрі фільму «Гаррі Поттер і келих вогню», листопад 2005

Успішно вийшов на екрани четвертий фільм серії «Гаррі Поттер і келих вогню». Він побив рекорди зборів у перший вікенд в Англії та США. Критики відзначили зрілість Вотсон як акторки. Газета New York Times назвала гру Вотсон «зворушливо серйозною». Робота Емми Вотсон над роллю Герміони в «Гаррі Поттер і келих вогню» була відмічена трьома номінаціями на різні кінопремії, також вона здобула золоту нагороду Otto Award. Того ж року Вотсон стає наймолодшою дівчиною, що з'явилася на обкладинці журналу Teen Vogue.

Герміона у фільмі «Гаррі Поттер та Орден Фенікса», 2007

П'ятий фільм про Гаррі Поттера («Гаррі Поттер і Орден фенікса») мав величезний фінансовий успіх: понад 938 млн доларів у прокаті. Вотсон здобула нагороду National Movie Award у номінації «Найкраща жіноча роль». Трійка головних героїв серії стала настільки відомою, що всіх з них 9 липня 2007 року було відзначено честю залишити відбитки своїх рук та ніг на знаменитій алеї зірок біля входу до Китайського театру Граумана в Голлівуді.

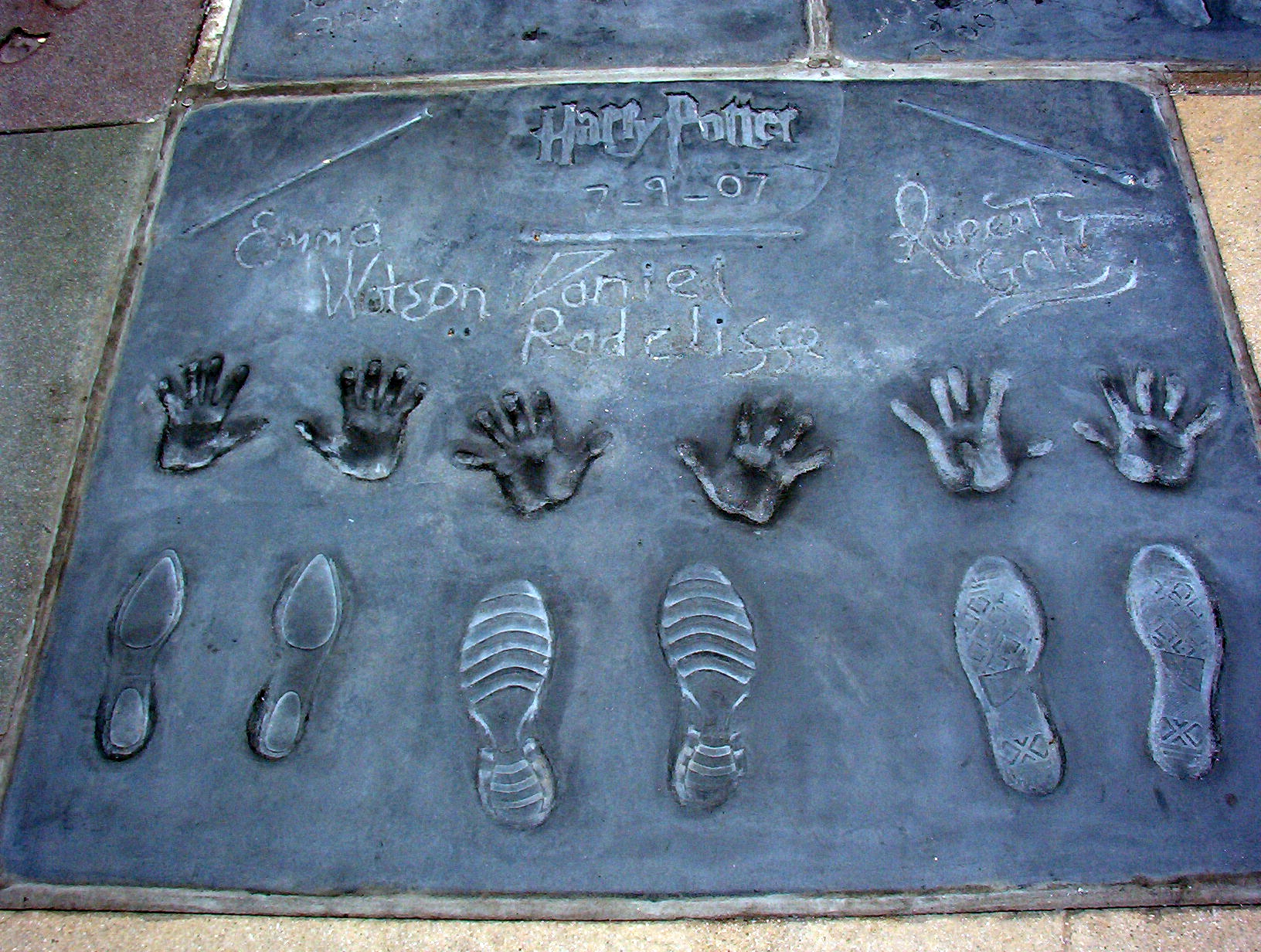
Відбитки рук та ніг Емми Вотсон і її колег за поттеріаною на алеї зірок

Попри чутки про те, що Вотсон хоче покинути проєкт та не бажає зніматися у двох останніх фільмах про Гаррі Поттера, акторка підписала контракт із компанією Warner Brothers. За словами Вотсон, це рішення далося їй дуже важко, оскільки воно фактично означає повну залежність життя від знімання на наступні три роки (адже вона саме збиралася вступити до університету і продовжити вивчення англійської мови й літератури, плануючи поєднувати навчання з роботою в фільмах). Але після довгих роздумів «переваг виявилося більше, ніж недоліків».
Шостий фільм серії, «Гаррі Поттер і Напівкровний Принц» вийшов на екрани 17 липня 2009 року, а Гаррі Поттер і смертельні реліквії, розбиті на дві частини, вийшли 18 листопада (у світі: 19 листопада) 2010 (Частина 1) та 15 липня 2011 (Частина 2) року.
Зйомки у фільмах про Гаррі Поттера принесли Еммі Вотсон понад 18 млн доларів, проте вона відмовилася від пропозиції покинути школу, щоб присвятити весь свій час зніманню.

### Подальша акторська робота

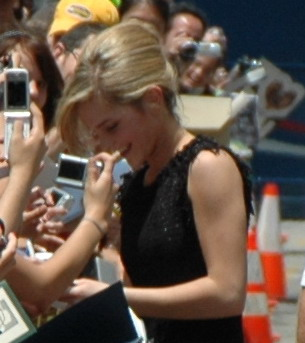
9 липня 2007 року

Перша роль Вотсон поза поттеріаною була 2007 року у фільмі «Балетні туфельки». У цій екранізації роману Ноеля Стрітфілда вона втілила молоду акторку Пауліну Фоссіл. Фільм вийшов 26 грудня 2007 року у Великій Британії, де його побачили 5,2 мільйона телеглядачів і телеглядачок, але особливого успіху не мав.
Також Вотсон узяла участь у зніманні анімаційної дитячої комедії «Пригода Десперо», прем'єра якої відбулась у грудні 2008 року. У цьому фільмі вона озвучила головну героїню — принцесу Пі.
На відміну від Редкліффа та Грінта, які давно та остаточно вирішили пов'язати своє життя з кіно, Вотсон дуже обережно відповідала на питання щодо планів на майбутнє. В інтерв'ю журналу Newsweek 2006 року вона сказала:
|  | «Деніел та Руперт здаються впевненими у своєму виборі... Мені, звичайно, подобається грати, втім існує безліч інших речей, якими я люблю займатися.»Оригінальний текст (англ.) Daniel and Rupert seem so sure ... I love to perform, but there are so many other things I love doing |

Вотсон знялася в музичному кліпі гурту One Night Only після зустрічі з вокалістом Джорджем Крейгом під час рекламної кампанії Burberry зима/літо 2010 року. Відеокліп «Say You Don't Want It» показали на Channel 4 26 червня 2010 року і він вийшов 16 серпня. У своєму першому фільмі після поттеріани Востон втілила в біографічній драмі 7 днів і ночей з Мерилін помічницю гардеробника Люсі, яка недовго зустрічається із головним героєм Коліном Кларком (Едді Редмейн).

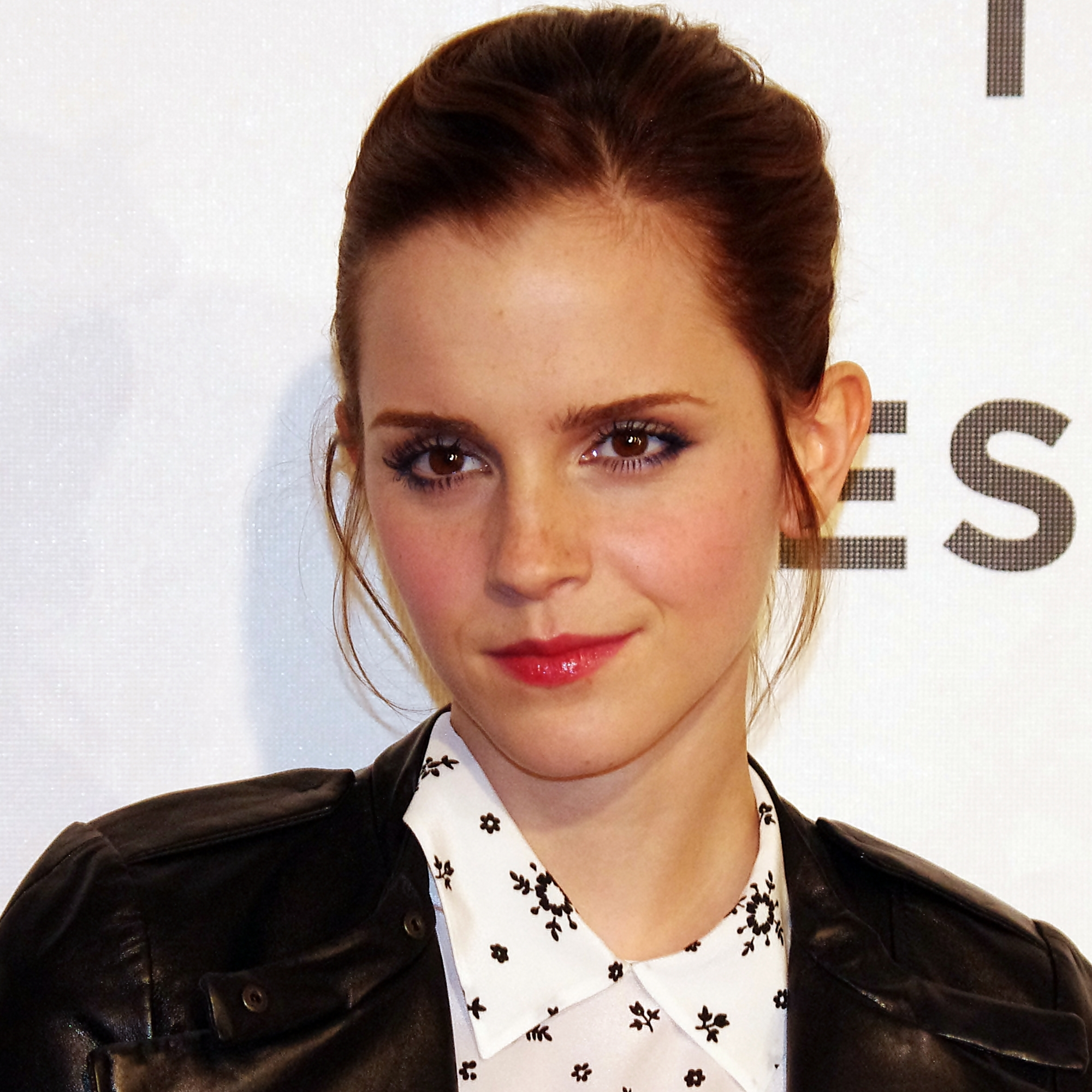
На 2012 Tribeca Film Festival, премєра Struck by Lightning.

У травні 2010 року повідомлялося, що Вотсон зацікавлена взяти участь у фільмі режисера Стівена Чбоскі Переваги скромників, що ґрунтується на однойменному романі 1999 року. Знімання почали влітку 2011-го, фільм вийшов у прокат у вересні 2012 року. Вотсон зіграла старшокласницю Сем, яка подружилася з однокурсником Чарлі (Логан Лерман) і допомагає йому в боротьбі з посттравматичним стресовим розладом. Фільм отримав схвальні відгуки й окупився в прокаті. Девід Секстон з Evening Standard висловив думку, що гра Ватсон була «правдоподібною та зворушливою», тоді як рецензент The Atlantic вважав, що Вотсон «позбавляє спогадів про десятиліття ролі Герміони в серії фільмів про Гаррі Поттера завдяки кокетливій, але невпевненій у собі і вільній героїні».
У 2013 році Вотсон знялася в кримінальній драмі Елітне суспільство. Фільм режисерки Софії Копполи заснований на реальних подіях, у якому Вотсон втілила вигадану версію Алексіс Нієрс, телеведучої, яка була однією із семи підлітків, залучених до пограбувань. Хоча фільм мав здебільшого змішані відгуки, критика майже одностайно похвалила гру Вотсон. Пізніше Адам Вайт із The Independent заявив, що «вона виявилася чудовою... Вотсон випромінює невимушену зневагу. Її липкий американський вокал — різкий і монотонний, наче вона проковтнула Кардаш'ян на сніданок». Вотсон також здобула роль другого плану в апокаліптичній комедії Це кінець (2013), у якій вона, Сет Роген, Джеймс Франко та багато інших акторів зіграли «перебільшені версії самих себе».
У лютому 2016 року Вотсон оголосила, що бере річну перерву від акторської кар'єри, плануючи витратити час на «особистий розвиток» і боротьбу за права жінок.
У 2019 році Вотсон знялася в ролі Мег Марч (замінивши Емму Стоун, яка покинула фільм через знімання в кількох проєктах) у кіноадаптації однойменного роману Маленькі жінки американської письменниці-феміністки Луїзи Мей Елкотт. Головні ролі також виконали Сірша Ронан, Флоренс П'ю, Тімоті Шаламе, Лора Дерн і Меріл Стріп.

## Модельна кар'єра
Мода, за її словами — це напрям близький до мистецтва, яке вона вивчала в школі. У вересні 2008 року в своєму блозі Вотсон написала:
|  | «Я серйозно зосередилася на мистецтві взагалі та на моді зокрема»Оригінальний текст (англ.) I've been focusing on art a lot, and fashion's a great extension of that.. |

Метр європейського кутюру Карл Лагерфельд назвав Емму Вотсон «справжньою англійською трояндою», образ якої давно викинутий в архіви британських журналів. «Втілення чистоти та невинності, розбавлене пильним поглядом кокетки» — так схарактеризував її модельєр Крістофер Бейлі, який вибрав Вотсон на головну роль у рекламній кампанії Burberry осінь-зима — 2009/10. Можливо, цей фотопроєкт переросте в серйозніше співробітництво. Вотсон пророкували нову роль Ванесси Параді, яка довгий час була музою Карла Лагерфельда й дому Chanel.
У 2014 році Вотсон нагороджена премією British Fashion Awards у номінації «Кращий британський стиль». У змаганнях брали участь Девід Бекхем, Амаль Клуні, Кейт Мосс і Кіра Найтлі.

## Феміністична діяльність

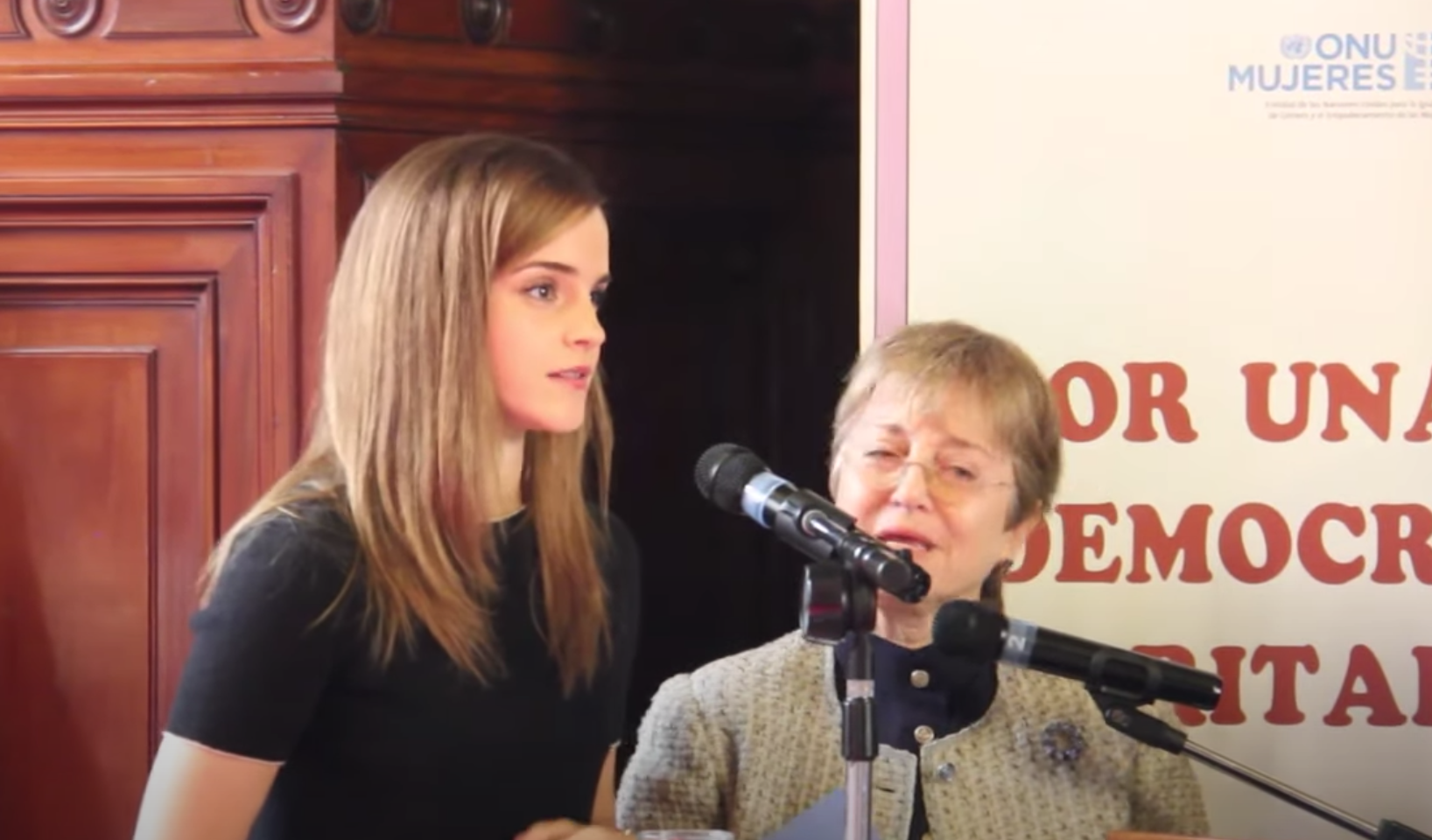
Вотсон виступає з промовою в Законодавчому палаці Уругваю як амбасадорка ООН у справах жінок у 2014 році

Емма Вотсон відвідала Бангладеш і Замбію, щоб сприяти отриманню освіти дівчатками у цих країнах. У липні 2014 року призначена амбасадоркою доброї волі в організації ООН-Жінки.
У січні 2016-го Емма Вотсон заснувала феміністський книжковий клуб Our Shared Shelf. Метою клубу є обмін феміністськими ідеями й стимулювання дискусій на цю тему. Щомісячно обирається одна книга й обговорюється в останній тиждень місяця.
20 вересня 2014 року спільно з Генеральним секретарем ООН Пан Гі Муном Емма Вотсон запустила міжнародну кампанію із гендерної рівності «HeForShe», покликану залучати чоловіків (зокрема, впливових та відомих, лідерів громадської думки, зі світу медіа) до гендерної просвіти: розвінчування гендерних стереотипів, пропагування гідного ставлення до жінок, рівноправних стосунків, протидії суспільному толеруванню сексизму та мізогінії. З моменту запуску до руху приєдналися глави держав, провідні вчені, керівники глобальних корпорацій, спортсмени та митці, що поділяють філософію ґендерної рівності.
У липні 2019 року Вотсон допомогла запустити лінію юридичних порад для людей, які зазнали сексуальних домагань на роботі. Юридичну консультацію надає благодійна організація Rights of Women.

## Громадська позиція
У 2022 році у Ізраїльсько-палестинському конфлікті підтримала Палестину.

## Особисте життя
У кожного з розлучених батьків Вотсон є нова сім'я та діти. У батька: близнята Ніна та Люсі й чотирилітній Тобі. У матері двоє синів. Брат Емми Алекс знімався в епізодах двох фільмів поттеріани, а її зведені сестри Ніна та Люсі брали участь у кастингу до фільму «Балетні туфельки», 2007.
Емма Вотсон товаришує з Деніелом Редкліффом та Рупертом Ґрінтом, називаючи їх «безвідмовною системою захисту» від стресів на зйомках.
Цікавиться танцями, співом, хокеєм на траві, тенісом, мистецтвом, кулінарією. Полюбляє ходити магазинами, слухати музику, перевагу в якій віддає поп напрямам (Dido, Саманта Мамба) та відвідувати школу. Захоплюється акторами Джулією Робертс та Джонні Деппом.
Улюблена книга поттеріани Вотсон — Гаррі Поттер і в'язень Азкабану. Джастін Тімберлейк і Аланіс Моріссетт — серед її улюблених співаків. Улюблені творці фільмів: Річард Кертіс, Альфонсо Куарон, Гільєрмо дель Торо, Софія Коппола, Даррен Аронофскі, Денні Бойл, Девід Фінчер, Лінн Ремсі, Енг Лі й Том Гупер. Улюблені телешоу Вотсон охоплюють: Друзі (1994), Секс і місто (1998), Дівчата (2012), Пліткарка (2007), Топмодель по-американськи (2003), Божевільні (2007), Картковий будиночок (2013) і Гордість і упередження (1995). Улюблені акторки: Джулія Робертс, Рене Зеллвегер, Сандра Буллок, Голді Гоун, Ніколь Кідман, Кейт Бланшетт, Гелена Бонем Картер, Наталі Портман і Меріл Стріп.
У 2008 році склала іспит з водіння й керує Toyota Prius.

## Фільмографія

### Кінофільми
| Рік  | Оригінальна назва                            | Назва українською                             | Роль                |
| ---- | -------------------------------------------- | --------------------------------------------- | ------------------- |
| 2001 | Harry Potter and the Philosopher's Stone     | Гаррі Поттер і філософський камінь            | Герміона Ґрейнджер  |
| 2002 | Harry Potter and the Chamber of Secrets      | Гаррі Поттер і таємна кімната                 | Герміона Ґрейнджер  |
| 2004 | Harry Potter and the Prisoner of Azkaban     | Гаррі Поттер і в'язень Азкабану               | Герміона Ґрейнджер  |
| 2005 | Harry Potter and the Goblet of Fire          | Гаррі Поттер і келих вогню                    | Герміона Ґрейнджер  |
| 2007 | Harry Potter and the Order of the Phoenix    | Гаррі Поттер та Орден Фенікса                 | Герміона Ґрейнджер  |
| 2008 | The Tale of Despereaux                       | Пригоди Десперо                               | Принцеса Пі (голос) |
| 2009 | Harry Potter and the Half-Blood Prince       | Гаррі Поттер і Напівкровний Принц             | Герміона Ґрейнджер  |
| 2010 | Harry Potter and the Deathly Hallows: Part 1 | Гаррі Поттер і Смертельні реліквії: Частина 1 | Герміона Ґрейнджер  |
| 2011 | Harry Potter and the Deathly Hallows: Part 2 | Гаррі Поттер і Смертельні реліквії: Частина 2 | Герміона Ґрейнджер  |
| 2011 | My Week with Marilyn                         | 7 днів і ночей з Мерилін                      | Люсі                |
| 2012 | The Perks of Being a Wallflower              | Переваги скромників                           | Сем                 |
| 2013 | The Bling Ring                               | Елітне суспільство                            | Нікі                |
| 2013 | This Is the End                              | Кінець світу                                  | Емма Вотсон         |
| 2014 | Noah                                         | Ной                                           | Айла                |
| 2015 | Colonia                                      | Колонія Дігнідад                              | Лена                |
| 2015 | Regression                                   | Затемнення                                    | Анжела Грей         |
| 2017 | The beauty and the Beast                     | Красуня і чудовисько                          | Белль               |
| 2017 | The Circle                                   | Сфера                                         | Мей Голланд         |
| 2019 | Little women                                 | Маленькі жінки                                | Мег Марч            |

### Телебачення
| Рік  | Оригінальна назва                                 | Назва українською       | Роль             | Примітки                       |
| ---- | ------------------------------------------------- | ----------------------- | ---------------- | ------------------------------ |
| 2007 | Ballet Shoes                                      | Балетні туфельки        | Пауліна Фоссіл   | телефільм на BBC One           |
| 2015 | The Vicar of Dibley                               | Вікарій із Діблі        | Преподобна Айріс | Епізод: "The Bishop of Dibley" |
| 2022 | Harry Potter 20th Anniversary: Return to Hogwarts | Повернення до Гоґвортсу | гість            | спецвипуск на HBO Max          |

## Нагороди
| Рік  | Організація                                        | Нагорода                                      | Фільм                                          | Результат                             |
| ---- | -------------------------------------------------- | --------------------------------------------- | ---------------------------------------------- | ------------------------------------- |
| 2002 | Young Artist Award                                 | Найкраща молода акторка                       | Гаррі Поттер і філософський камінь             | Отримала                              |
| 2002 | Academy of Science Fiction, Fantasy & Horror Films | Saturn Award: Найкраща молода акторка         | Гаррі Поттер і філософський камінь             | Номінована                            |
| 2002 | Empire Awards                                      | Empire Award: Дебют року                      | Гаррі Поттер і філософський камінь             | Номінована                            |
| 2002 | American Moviegoer Awards                          | Досягнення року: акторка                      | Гаррі Поттер і філософський камінь             | Номінована                            |
| 2002 | Young Artist Award                                 | Найкращий акторський ансамбль                 | Гаррі Поттер і філософський камінь             | Номінована                            |
| 2003 | Otto Awards                                        | Найкраща жіноча роль (срібло)                 | Гаррі Поттер і таємна кімната                  | Отримала                              |
| 2004 | Otto Awards                                        | Найкраща жіноча роль (срібло)                 | Гаррі Поттер і в'язень Азкабана                | Отримала                              |
| 2004 | Total Film                                         | Найкраща дитяча роль року                     | Гаррі Поттер і в'язень Азкабана                | Отримала                              |
| 2004 | Broadcast Film Critics Association                 | Найкраща молода акторка                       | Гаррі Поттер і в'язень Азкабана                | Номінована                            |
| 2005 | Otto Awards                                        | Найкраща жіноча роль (золото)                 | Гаррі Поттер і в'язень Азкабана                | Отримала                              |
| 2005 | Broadcast Film Critics Association                 | Найкраща молода акторка                       | Гаррі Поттер і келих вогню                     | Номінована                            |
| 2006 | Otto Awards                                        | Найкраща жіноча роль (бронза)                 | Гаррі Поттер і келих вогню                     | Отримала                              |
| 2006 | MTV Movie & TV Awards                              | Найкраща команда в кіно                       | Гаррі Поттер і келих вогню                     | Номінована                            |
| 2007 | ITV National Film Awards                           | Найкраща жіноча роль                          | Гаррі Поттер і Орден фенікса                   | Отримала                              |
| 2007 | UK Nickelodeon Kids' Choice Awards                 | Найкраща акторка                              | Гаррі Поттер і Орден фенікса                   | Отримала                              |
| 2008 | UK Sony Ericsson Empire Awards                     | Найкраща акторка                              | Гаррі Поттер і Орден фенікса                   | Номінована                            |
| 2008 | Constellation Award                                | Найкраща жіноча роль                          | Гаррі Поттер і Орден фенікса                   | Отримала                              |
| 2008 | Otto Awards                                        | Найкраща жіноча роль (золото)                 | Гаррі Поттер і Орден фенікса                   | Отримала                              |
| 2008 | SyFy Genre Awards                                  | Найкраща акторка                              | Гаррі Поттер і Орден фенікса                   | Отримала                              |
| 2008 | Glamour Awards                                     | Найкраща телевізійна акторка Великої Британії | Балетні туфельки                               | Номінована                            |
| 2009 | Scream Awards                                      | Найкраща акторка в жанрі фентезі              | Гаррі Поттер і Напівкровний Принц              | Номінована                            |
| 2010 | National Movie Awards                              | Найкраще виконання                            | Гаррі Поттер і Напівкровний Принц              | Номінована                            |
| 2010 | MTV Movie & TV Awards                              | Найкраще виконання жіночої ролі               | Гаррі Поттер і Напівкровний Принц              | Номінована                            |
| 2010 | Teen Choice Awards                                 | Найкраща акторка в жанрі фентезі              | Гаррі Поттер і Напівкровний Принц              | Номінована                            |
| 2011 | People's Choice Awards                             | Найулюбленіша зірка кіно молодша від 25       | Гаррі Поттер та Смертельні Реліквії: Частина 1 | Номінована                            |
| 2011 | Kids' Choice Awards                                | Найулюбленіша акторка                         | Гаррі Поттер та Смертельні Реліквії: Частина 1 | Номінована                            |
| 2013 | MTV Movie & TV Awards                              | Найкраще виконання жіночої ролі               | Переваги скромників                            | Номінована                            |
| 2013 | MTV Movie & TV Awards                              | Найкращий поцілунок                           | Переваги скромників                            | Номінована (разом з Логаном Лерманом) |
| 2017 | MTV Movie & TV Awards                              | Найкраще виконання жіночої ролі               | Красуня і Чудовисько                           | Отримала                              |
| 2017 | MTV Movie & TV Awards                              | Найкращий поцілунок                           | Красуня і Чудовисько                           | Номінована (разом з Деном Стівенсом)  |